# Le Goulag

Le Goulag est une série de bande dessinée écrite et dessinée par Dimitri, débutée en 1975. Son personnage principal, Eugène Krampon, est d’abord un léopard anthropomorphe apparu dans Charlie mensuel, qui devient humain lorsque la série est baptisée Le Goulag dans l’hebdomadaire B.D. du même éditeur (Le Square).

## Synopsis
Eugène Krampon, ouvrier natif de Nogent-sur-Marne, en région parisienne, est travailleur émigré en Union soviétique - on ne sait pas trop pour quelle raison précise, d'ailleurs. À la suite d'un malentendu, il se retrouve interné (avec un seau sur la tête) au goulag 333 en Sibérie. Toujours bien malgré lui, il va vivre des aventures invraisemblables, voire surréalistes, qui auront pour décors principaux les immensités glacées et les steppes de la Sibérie. Tantôt pilote d'essai au casque orné des insignes de l’URSS (Les Élites), tantôt soldat à la frontière sino-russe (Le Malgré-moi), tantôt champion de football partant disputer un match en France (Le Match du siècle), Eugène Krampon n'aspire qu'à un bonheur simple auprès de la belle Loubianka et de leur fils Evghenï. C'est ainsi que, malgré plusieurs retours quasi forcés dans le monde libre (qui se résume pour lui à l'expression « métro-boulot-dodo »), il va tout faire pour retourner au camp 333 dirigé par KKK, le Kamarad Kommandant Kalashnikov.
Après la chute de l'empire soviétique, Eugène Krampon décide de vivre comme une bête dans les steppes mais sera vite rattrapé par la civilisation. Confronté aux nouvelles absurdités (poussées à l'extrême par l'auteur, comme l'abattage d'un troupeau à cause d'une bête qui a avalé un téléphone portable ou les hamburgers sans goût remplaçant la bonne cuisine russe au nom des échanges cordiaux avec les États-Unis) causées par l'ouverture de la Russie au capitalisme, il va retrouver les anciens personnages de la série dans leur nouveau rôle : Loubianka en commissaire à l'écologie, KKK en chef de programme spatial, Evghenï en chef de bande aspirant au retour du communisme.
En plus de toutes ces aventures abracadabrantes, ce sont les dialogues qui font le comique de cette série, entre un Eugène Krampon flegmatique (en parachute sans son pantalon : « Ça me fait un coulis d'air sur le bas du corps, c'est comme ça qu'on attrape du mal ») et des Russes qui parlent un français approximatif, appris de Krampon et mêlé de leur langue natale (« l'est straordinaire » ; « Stoï !! Vous l'est pas un peu pitou pitou, taper comme ça sur derrière de loutchchaia tchastt rabotchegho klassa ? » ou le savoureux « L'a encorle piou boljémoï ? »).
Dimitri, de son vrai nom Guy Mouminoux, connaît bien la Russie pour y avoir combattu de 1942 à 1944 dans les rangs de la Wehrmacht. D'où sans doute l'omniprésence des militaires dans les albums du Goulag et le côté comique troupier.

## Publication en français
Le Goulag fut publié par plusieurs magazines successifs et édité en albums par les éditeurs de ces mêmes magazines : les éditions du Square (Charlie mensuel et L’Hebdo de la BD), Dargaud (repreneur de Charlie), Albin Michel (L’Écho des savanes).
Dans les années 2000, les éditions du Taupinambour ont publié Le Goulag 0, album contenant des inédits et une interview de Dimitri, et ont poursuivi la série là où Glénat l’avait interrompue. Les tomes 16 et 17 ont un tirage limité et sont imprimés sur un cahier à l’italienne dans une reliure cartonnée traditionnelle.

### Périodiques
- Hop !, fanzine dans lequel parurent les premières histoires courtes d’Eugène Krampon
- Charlie mensuel
- L’Hebdo de la BD
- L'Écho des savanes
- L'Événement du jeudi
- Magazine hebdo

### Albums
- 0. Le Goulag 0 (2006)
- 1. Le Goulag (1978,  (ISBN 2-205-02414-0))[2]
- 1 bis. Le Malgré-moi (1984,  (ISBN 2-205-02501-5))
- 2. Loubianka (1980,  (ISBN 2-205-02415-9))
- 3. Les Zomes (1980,  (ISBN 2-226-02055-1))
- 4. Les Rois du pétrole (1981,  (ISBN 2-226-01346-6))
- 5. Les Pourris (1983,  (ISBN 2-226-01646-5))
- 6. Le Match du siècle (1984,  (ISBN 2-226-02130-2))
- 7. Cek-Çot agent double (1985,  (ISBN 2-226-02289-9))
- 8. Les Élites (1987,  (ISBN 2-226-02740-8))
- 9. Tovaritch Sourire (1989,  (ISBN 2-226-03558-3))
- 10. La Belle (1990,  (ISBN 2-226-04880-4))
- 11. Exocet nous voilà ! (1991,  (ISBN 2-226-05561-4))
- 12. Halte à la viscère (1992,  (ISBN 2-226-05993-8))
- 13. Krampon l'imputrescible (1996,  (ISBN 2-7234-2054-X))
- 14. Danse avec les fous (1997,  (ISBN 2-7234-2434-0))
- 15. www.loubianka.com (2002,  (ISBN 2-7234-3816-3))[3]
- 16. La Gargotière (2007)
- 17. The furious caleçon (2007)

### Éditeurs
- Éditions du Square : tomes 1 à 4 (première édition des tomes 1 à 4)
- Dargaud : tomes 1, 1 bis, 2 et 4 (première édition du tome 1 bis)
- Albin Michel (collection « L'Écho des savanes ») : tomes 3 à 12 (première édition des tomes 5 à 12)
- Glénat (collection « Grafica ») : tomes 13 à 15 (première édition des tomes 13 à 15)
- Éditions du Taupinambour : tomes 0, 16 et 17 (première édition des tomes 16 et 17)

## Publication dans d’autres pays
En Allemagne, cette série est publiée sous le nom Bonaparrte CCCP (avec deux “r”).
- Bonaparrte CCCP T.1 : Endstation Gulag (comicplus, 1990 ; correspond au T.1 français)
- Bonaparrte CCCP T.2 : Am Arsch der Welt (comicplus, 1990 ; correspond au T.1 bis français)